# Астраков Дмитро Сергійович
Дмитро́ Сергі́йович Астраков (нар. 5 березня 1994 — пом. 28 грудня 2014) — молодший сержант міліції полку «Азов», учасник російсько-української війни.

## Життєпис
Брав активну участь у подіях Революції Гідності. Як волонтер допомагав «Азову». Молодший сержант міліції, боєць Полку особливого призначення «Азов».
28 грудня 2014-го увечері під Маріуполем зі східного напрямку ДРГ терористів обстріляла блокпост, на якому чергували бійці полку «Азов», цю атаку було відбито. Під час першої хвилі атаки терористів Дмитро зазнав поранення в шию, непритомним помер у лікарні.
Похований на Ювілейному кладовищі Дніпропетровська.

## Нагороди та вшанування
За особисту мужність і героїзм, виявлені у захисті державного суверенітету та територіальної цілісності України, вірність військовій присязі під час російсько-української війни, відзначений — нагороджений
- 17 липня 2015 року — орденом «За мужність» III ступеня (посмертно)[1]

Вшановується в меморіальному комплексі «Зала пам'яті», в щоденному ранковому церемоніалі 28 грудня.